# Netelia pallens
Netelia pallens är en stekelart som först beskrevs av Joseph Augustine Cushman 1924.  Netelia pallens ingår i släktet Netelia och familjen brokparasitsteklar. Utöver nominatformen finns också underarten N. p. occidentalis.